# Ulica Henryka Sienkiewicza w Warszawie

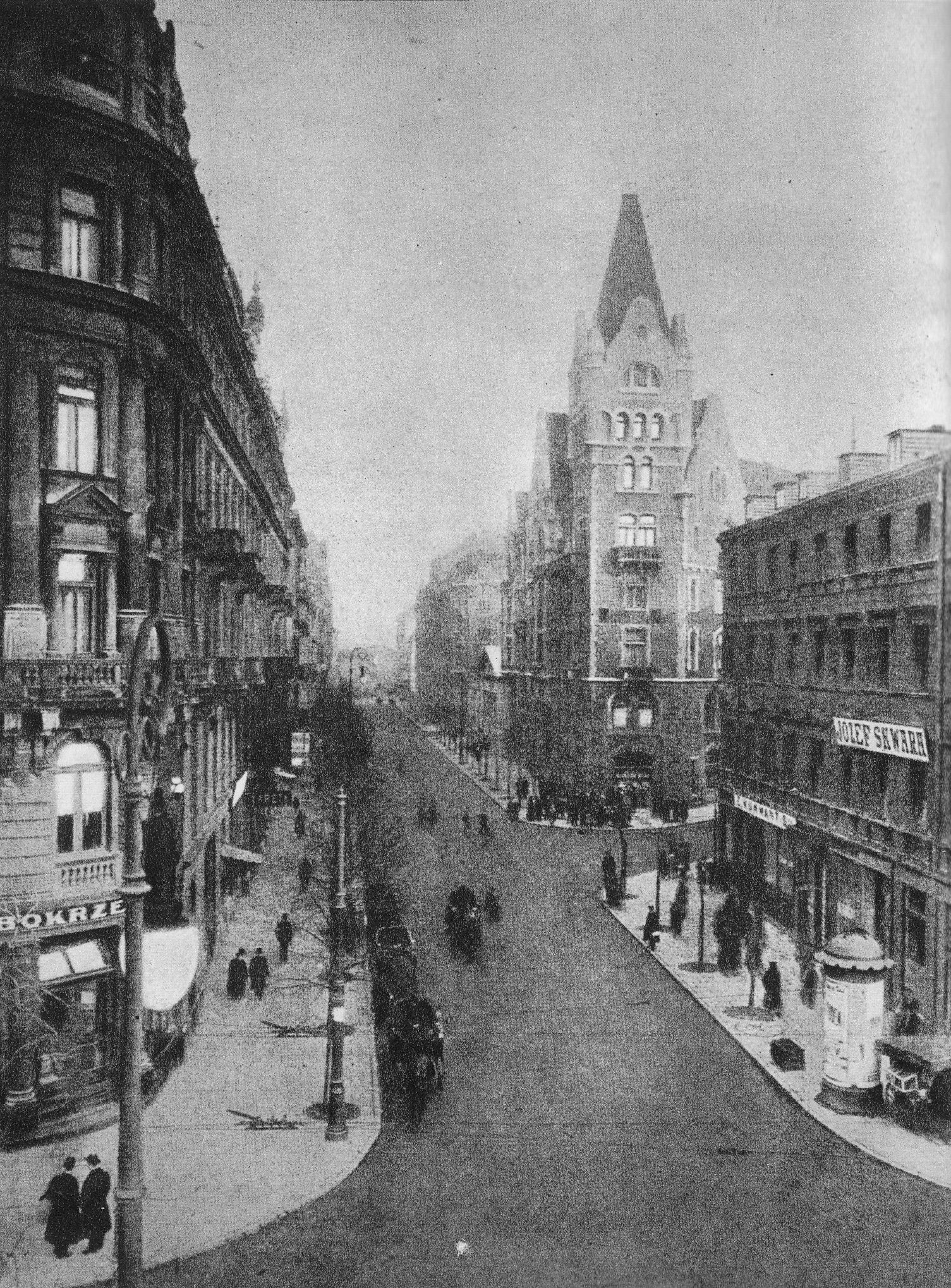
Ulica Sienkiewicza przed 1939, drugi po prawej budynek firmy wydawniczej Gebethner i Wolff

Ulica Henryka Sienkiewicza – ulica w dzielnicy Śródmieście w Warszawie.

## Opis
W pierwszej połowie XVIII wieku w miejscu ulicy biegła aleja ogrodowa, która została zlikwidowana w 1754 w związku z budową Szpitala Dzieciątka Jezus. Po przeniesieniu szpitala na teren folwarku świętokrzyskiego przy ul. Nowogrodzkiej w 1902 w miejscu dawnej alei przez rozparcelowane tereny poszpitalne przeprowadzono ulicę, której nadano nazwę Nowosienna.
W latach 1900−1901 między ulicami Jasną i wytyczonymi później ulicami Nowosienną i Moniuszki wzniesiono gmach Filharmonii Warszawskiej. W 1908 po przeciwnej stronie ulicy powstał drewniany budynek kina Phènomen, rozebrany w 1909. W jego miejscu w 1912 zakończono budowę siedziby teatru Nowoczesnego z salą na 520 miejsc. Po zamknięciu teatru w 1917 w budynku mieściły kolejno kina i teatry rewiowe, m.in. kina „Polonia” i „Rialto“.
W listopadzie 1916 nazwę ulicy zmieniono na Henryka Sienkiewicza.
W czasie obrony Warszawy we wrześniu 1939 część zabudowy ulicy (m.in. gmach Filharmonii) została spalona. W okresie okupacji niemieckiej przywrócono jej dawną polską nazwę Nowosienna i wprowadzono niemiecką Neuheustrasse. W sierpniu 1944, w czasie powstania warszawskiego, rejon ulicy Sienkiewicza był miejscem koncentracji, a następnie walk kompanii „Koszta”. Na ulicy zbudowano trzy barykady (przy pl. Napoleona, ul. Jasnej i ul. Marszałkowskiej). W 1944 Niemcy zniszczyli znajdujące przy ulicy kamienice.
W odbudowanym po wojnie gmachu Filharmonii Narodowej główne wejście przeniesiono z ul. Jasnej na stronę ul. Sienkiewicza. W latach 1950−1954 zachodnią pierzeję placu Napoleona (od 1957 plac Powstańców Warszawy) wypełnił biurowiec Centrali Handlowej Materiałów Budowlanych. Ulica została połączona z placem przez znajdujący się w jego części cokołowej prześwit.

## Ważniejsze obiekty
- Ściana Wschodnia
- Filharmonia Narodowa
- Kamienica Maksymiliana Harczyka (ul. Jasna 8)
- Kamienica Maksymiliana Harczyka (ul. Jasna 10)
- Urząd Ochrony Konkurencji i Konsumentów

## Obiekty nieistniejące
- Dom Towarzystwa Ubezpieczeniowego „Rosja”
- Dom firmy Gebethner i Wolff

## Inne informacje
W Warszawie znajduje się druga ulica o tej samej nazwie, w dzielnicy Wesoła. Jest to wynik pozostawienia bez zmian ponad 260 dublujących się nazw ulic i placów po przyłączeniu w 2002 Wesołej do Warszawy.